# Мирчево
Ми́рчево (болг. Мърчево) — село в Монтанській області Болгарії. Входить до складу общини Бойчиновці.

## Населення
За даними перепису населення 2011 року у селі проживали 834 особи.
Національний склад населення села:
| Національність   | Кількість осіб | Відсоток |
| ---------------- | -------------- | -------- |
| болгари          | 698            | 87,1%    |
| цигани           | 98             | 12,2%    |
| інша             | 4              | 0,5%     |
| Всього відповіли | 801            |          |

Розподіл населення за віком у 2011 році:
Динаміка населення: